# تپه دو تپه شرقی
تپه دو تپه شرقی مربوط به دوره ساسانیان - سده‌های اولیه و میانه دوران‌های تاریخی پس از اسلام است و در شهرستان ازنا، بخش جاپلق، دهستان جاپلق شرقی، ۲ کیلومتری شمال غربی روستای مد آباد واقع شده و این اثر در تاریخ ۷ اسفند ۱۳۸۶ با شمارهٔ ثبت ۲۱۳۷۹ به‌عنوان یکی از آثار ملی ایران به ثبت رسیده است.